# Provincia di Oddar Meancheay
La provincia di Oddar Méanchey, (traslitterata anche come Oudor Meanchey e Otdar Meanchey), in lingua khmer:ឧត្ដរមានជ័យ, è una provincia della Cambogia situata nel nord-ovest, lungo il confine con la Thailandia. Il capoluogo è la cittadina di Samraong.

## Amministrazione
La provincia è divisa in 5 distretti, a loro volta suddivisi in 24 comuni e 227 villaggi.
- 2201 Anlong Veng - អន្លង់វែង
- 2202 Banteay Ampil - បន្ទាយអំពិល
- 2203 Chong Kal - ចុងកាល
- 2204 Samraong - សំរោង
- 2205 Trapeang Prasat - ត្រពាំងប្រាសាទ

## Problematiche ecologiche
Il territorio della provincia si trova nella zona dei Monti Dângrêk. L'area è afflitta da gravi problemi di deforestazione. Gli incendi forestali sono comuni nella stagione secca e il disboscamento illegale è diffuso, come risultato delle concessioni di sfruttamento economico dei terreni e dell'occupazione temporanea di aree forestali.

## Storia
L'area montuosa e ricoperta di foreste della provincia di Oddar Méanchey venne usata come base logistica dai Khmer rossi nella Guerra civile cambogiana contro le truppe di Lon Nol, tra il 1970 e il 1975.
Dopo la caduta del regime, i Khmer rossi si ritirarono in diverse zone impervie della Cambogia già occupate in precedenza, tra le quali l'area dei monti Dangrek, dove Anlong Veng divenne il loro centro operativo principale dal 1989 al 1997. Al giorno d'oggi è rimasta una pesante eredità del periodo: la provincia di Oddar Méanchey è una delle zone della Cambogia con la maggior presenza di campi minati.